# Фази етногенезу
Фаза етногенезу – у пасіонарній теорії етногенезу — стадія процесу етногенезу з часовими рамками, обумовлена напрямом, швидкістю і межами зміни рівня пасіонарної напруги в етнічній системі фази етногенезу характеризується:
1. Напрямом змін і рівнем активності етнічної системи загалом (міграційної, демографічної, господарської, ідейно-політичної, військової, природоперетворчої);
2. Пануючими у даній фазі типами пасіонаріїв певного рівня (ці рівні коливаються від звичайного прагнення від благоустрою до жертовності), а також кількістю і роллю субпасіонаріїв;
3. Єдиним для даної фази громадським імперативом поведінки;
4. Ступенем внутрішньої складності системи, характеризуємої межами, напрямом зміни кількості підсистем (субетносів);
5. напрямом зміни і їх рівнем резистентністі етнічної системи.

З іншого боку, всі фази етногенезу мають особливі, притаманні лише їм відмітні ознаки.

## Фаза підйому
Фаза підйому — фаза інтенсивного росту пасіонарної напруги в етнічній системі внаслідок пасіонарного поштовху, що призвів до появи цієї системи. Характеризується енергійною експансією знову виниклого етносу, різким зростанням всіх видів його активності, демографічним вибухом, швидким підвищенням числа підсистем етнічної системи. У фаза підйому формується нова етнічна домінанта і соціальні інститути.
Для даної фази характерно пассеїстичне відчуття часу, а також суспільний імператив «Будь тим, ким ти повинен бути». Ця формула відображає високу дисципліну в знову виниклій системі, де жорсткій регламентації піддається поведінка членів колективу, шлюбні відносини, використання ландшафту. Однак завдяки формуванню у фазі підйому нового стереотипу поведінки всі обмеження сприймаються людьми не як тяжкий тягар, а як необхідна умова гідного способу життя.
Фаза підйому починається з інкубаційного періоду, спочатку прихованого, а потім явного. Навколишні етноси сприймають фазу підйому як утворення спільності вкрай активних людей, котрі намагаються відстояти незвичні ідеали і завойовують собі місце під сонцем, часто за рахунок сусідів. Після фази підйому настає акматична фаза.
Характерні приклади фази підйому — зростання чисельності і впливу християнських громад в I—III ст. н. е., яке призвело до створення Візантійського суперетносу; Стародавній Рим періоду перших царів і завоювання Італії (VIII—VI ст. до н. е.); араби-мусульмани періоду створення Халіфату і поширення ісламу (VI—VIII ст. н. е., включаючи інкубаційний період); монголи XI—XIII ст. н. е., чия агресія поширилася майже на весь простір Євразії.
Приклади: 
- Давньоримський суперетнос VIII-VI ст. до Р.Х.;
- Давньокитайський суперетнос X-VIII ст. до Р.Х.;
- Візантійський суперетнос I-III ст.;
- Ісламський (перший) суперетнос VI-VII ст.;
- Західний (європейський) суперетнос VIII-X ст.;
- Російський суперетнос XIII-XV ст.

## Акматична  фаза
Акматична фаза етногенезу  — фаза, в якій пасіонарна напруга досягає найвищих для даної системи рівнів. Настає після фази підйому. Етнічна система в цій фазі характеризується пануванням пасіонаріїв жертовного типу, найвищим числом підсистем (субетносів), граничною частотою подій етнічної історії.
Жертовні пасіонарії зустрічаються і в фазі підйому, але в акматичній фазі у них з'являється новий настрій — прагнення до максимального утвердження себе як особистості, а не тільки до перемоги свого етнічного колективу в цілому. Це означає, що в акматичній фазі починає змінюватися відчуття часу — з'являються актуалісти. Все це визначає суспільний імператив акматичної фази — «будь самим собою». Зростання індивідуалізму в поєднанні з надлишком пасіонарності часто призводить етнос у стан, іменований пасіонарним перегрівом.
При пасіонарному перегріві надлишкова енергія, яка у фазі підйому витрачалася на бурхливий ріст і експансію, починає погашатися на внутрішні конфлікти. Так, акматична фаза в Європейському суперетносі ознаменувалася війною гвельфів з гібелінів і провалом політики хрестових походів через чвари між вождями хрестоносців; в Візантії (IV—VII ст.) — внутрішніми розбратами на релігійному ґрунті. акматична фаза в Росії — «смутні часи», у монголів — розпад єдиного улусу, створеного Чингісханом; в середньовічному Китаї акматична фаза — епоха Тан (658—907 рр. н. е.), що ознаменувалася повстанням Ань Лушаня (756—763), за час якого населення Китаю скоротилося втричі.
Приклади: 
- Давньоримський суперетнос V-III ст. до Р.Х.;
- Давньокитайський суперетнос VII-V ст. до Р.Х.;
- Візантійський суперетнос IV-VI ст.;
- Ісламський (перший) суперетнос VIII-IX ст.;
- Західний (європейський) суперетнос XI-XIII ст.;
- Російський суперетнос XVI-XVIII ст.

## Фаза надлому
Фаза надлому — фаза різкого зниження пасіонарної напруги після акматичної фази, що супроводжується розколом етнічного поля, зростанням числа субпассіонаріїв, гострими конфліктами всередині етнічної системи. Все це призводить до істотного зниження резистентності системи в цілому і підвищення ймовірності її розпаду і загибелі в результаті зсуву (негативного етнічного контакту і дії антисистем). Так, важко проходила фаза надлому в арабо-мусульманському суперетносі, де владу в 945 р. захопив Ахмед Буїд — вождь етносу дейлемитів, виникли антисистеми (кармати) і Арабський халіфат розпався.
Кризовою фазою став надлом і для інших відомих нам суперетносів: в Римі це період громадянських воєн 100-30 рр. до н. е. і повстань Спартака і Катиліни; в Візантії — іконоборство (типовий приклад розколу єдиної ментальності) і антисистема павликіан (630—843 рр. н. е.). У Стародавньому Китаї фаза надлому — епоха семи «Воюючих царств» (IV ст. до н. е.), а в середньовічному Китаї аналогічна фаза наступила після повалення імперії Тан (907 р. н. е.) з початком періоду, відомого як час «п'яти династій і десяти царств». У західноєвропейському суперетносі надлом пов'язаний насамперед з Реформацією і Контрреформацією, що розкололи Західний світ на дві частини — протестантську і католицьку.
Зростання числа субпасіонаріїв дозволяв кондотьєрам створювати цілі армії, що призвело до значних жертв серед населення. Злам тривав до XVII ст., коли почався перехід в інерційну фазу. У Росії надлом почався в XIX ст. — найяскравішим його проявом стали криваві катаклізми початку XX ст. (особливо громадянська війна).
Таким чином, можна констатувати, що надлом — дуже характерний етап у будь-якому етногенезі, що настає приблизно через 600 років після його початку. Його можна розглядати як «вікову хворобу» етнічної системи.
Приклади: 
- Давньоримський суперетнос II-I ст. до Р.Х.;
- Давньокитайський суперетнос IV-III ст. до Р.Х.;
- Візантійський суперетнос VII-VIII ст.;
- Ісламський (перший) суперетнос X-XI ст.;
- Західний (європейський) суперетнос XIV-XVIII ст.;
- Російський суперетнос XIX-XX ст.

## Інерційна фаза
Фаза інерційна (фаза інерції) — фаза етногенезу, в якій після фази надлому настає деяке підвищення і потім плавне зниження рівня пассіонарної напруги. Характеризується зміцненням державної влади і соціальних інститутів, інтенсивним накопиченням матеріальних і культурних цінностей, активним перетворенням вміщуючого ландшафту. Панує суспільний імператив «Будь таким, як я», що означає орієнтацію на загальноприйнятий еталон для наслідування (часто це узагальнений образ, відхилення від якого засуджується громадською думкою, — подібно до образу «джентльмена» в XVII—XIX століттях в Англії, іноді ж цей імператив виливається в обожнювання правителя, схиляння перед яким — нехай навіть чисто зовнішнє — обов'язкова умова входження індивіда в систему). Перехід до інерційної фази зазвичай виглядає як заспокоєння і початок творчої діяльності після катаклізмів фази надлому. Відповідно, панівним в інерційній фазі стає характерний вид «золотої посередності» — законослухняна, працездатна людина. Це означає домінування в етносі людей гармонійних і з низькими ступенями пасіонарності. Однак в силу наявності потужного централізованого керівництва, що втихомирює внутрішні конфлікти, етнос в інерційній фазі виконує грандіозну роботу, що буває корисно для культури, але згубно для природи.
Приклади інерційної фази: Рим епохи принципату (від Августа, який встановив в імперії дуже характерний для інерційної фази порядок, до Комода, при якому вже почалося вповзання в обскурацію); об'єднання Великого степу Тюркським каганатом (545—747 рр. н. е.); в Ірані інерційна фаза — це Сасанідська імперія (224—499 рр. н. е.), в середньовічному Китаї — імперія Сун (960—1127 рр.).
У Західній Європі інерційна фаза почалася в XVII ст. і триває до цього дня. Вона ознаменувалася створенням сильних національних держав, колоніальною експансією, зародженням і торжеством капіталізму, інтенсивним розвитком техніки, вкрай сильним і згубним впливом на природне середовище. Змінився психологічний образ типового жителя Заходу: на зміну лицарям акматичної фази, непримиренним борцям за оновлення Церкви епохи надлому прийшли розважливі бізнесмени, виконавчі чиновники, працьовиті обивателі.
У цю ж епоху в Європі народилася «релігія прогресу», яка постулює, що західна цивілізація є осьовою лінією розвитку людства, яке неухильно сходить від нижчого до вищого. Подібні міфічні уявлення характерні і для інших суперетносів в інерційній фазі: так, і древнекитайська імперія Хань, і імператорський Рим вважали свою цивілізацію єдиною і вічною, а всі інші народи — варварською периферією. Це цілком зрозуміло: культура і порядок в інерційній фазі бувають настільки досконалі, що здаються сучасникам неминущими — люди не знають, що слідом за «золотою осінню» наступають «сутінки» — фаза обскурації.
Приклади: 
- Давньоримський суперетнос I-II ст.;
- Давньокитайський суперетнос ІІ до Р.Х. – ІІ н.е.;
- Візантійський суперетнос IX-XII ст.;
- Західний (європейський) суперетнос XVII-XX ст.

## Фаза обскурації
Фаза обскурації — фаза етногенезу, в якій пасіонарна напруга спадає до рівня нижче гомеостатичного («нульового», див. Рівень пассіонарної напруги системи) за рахунок значного збільшення числа субпассіонаріїв. Етнос існує за рахунок матеріальних цінностей і навичок, накопичених в попередню інерційну фазу. Численні субпасіонарії унеможливлюють будь-яку конструктивну діяльність, вимагаючи тільки одного — задоволення своїх ненаситних потреб.
Починає панувати імператив «Будь таким, як ми» — тобто засуджується (а при можливості — знищується) будь-яка людина, що зберегла почуття обов'язку, працьовитість і совість. Власний імператив субпассіонаріїв — «День, так мій», що відображає їх повну нездатність до прогнозу. В результаті суспільний організм починає розкладатися: фактично узаконюється корупція, поширюється злочинність, армія втрачає боєздатність, до влади приходять цинічні авантюристи, які відіграють на настроях натовпу. Настає депопуляція, чисельність населення до кінця фази обскурації значно скорочується; частково цей процес гальмується за рахунок припливу представників окраїнних і чужих етносів, які найчастіше починають домінувати в суспільному житті. Етнічна система втрачає резистентність і може стати легкою здобиччю більш пасіонарних сусідів. Фаза обскурації передує загибелі етнічної системи або її переходу в стан етнічного гомеостазу, причому гомеостазу може досягти лише незначна здорова частина етносу, що збереглася в «кривавому мороці» епохи обскурації.
У Стародавньому Римі фаза обскурації почалася наприкінці II ст. н. е. і закінчилася загибеллю Західної Римської імперії: в Візантії обскурація охопила суперетнос в період правління династії Ангелів і привела до падіння Константинополя в 1204 р. (і остаточної загибелі в 1453 р). У Китаї фаза обскурації запанувала в XVII ст., і він був захоплений маньчжурами (маньчжурська династія правила в країні до Синьхайської революції 1911 р., яка була проявом уже нового етногенезу). Обскурація в Стародавньому Китаї пов'язана із занепадом імперії Хан і взяттям в 312 р. столиці Піднебесної гуннами.
Приклади: 
- Давньоримський суперетнос III-V ст.;
- Давньокитайський суперетнос III-V ст.;
- Візантійський суперетнос XIII-XV ст.

## Фаза регенерації
Фаза регенерації — можливе відновлення етнічної системи після фази обскурації за рахунок збереженої на окраїнах ареалу пасіонарності. У Візантії таким тимчасовим відновленням була Нікейська імперія, що виникла вже після падіння Константинополя в 1204 р. Однак фаза регенерації — лише короткий сплеск активності напередодні завершення процесу етногенезу. Вона переходить потім у меморіальну фазу. Дійсно, в 1453 р. турки-османи остаточно знищили Візантійську державу, а візантійські греки збереглися надалі як невеликий релікт.
Іноді під терміном «регенерація» розуміється будь-яке відновлення етнічних структур після внутрішніх катаклізмів і вторгнень ззовні.

## Меморіальна фаза
Меморіальна фаза - стан етносу після фази обскурації, коли окремими представниками зберігається культурна традиція. Пам'ять про героїчні діяння предків продовжує жити у вигляді фольклорних творів, легенд. Приклади: Тюркський суперетнос: на полонинах Гірського Алтаю живуть нащадки колись потужних степових етносів (древніх тюрок, найманів). Нині вони втратили активність, але багатий билинний епос розповідає нам про колишню славу цих народів. Візантійський суперетнос: фанаріоти в Стамбулі.